# 維克多·科森科博物館
維克多·科森科博物館（烏克蘭語：Музей-квартира Віктора Косенка）是烏克蘭基輔的一座博物館，旨在紀念20世紀初的烏克蘭音樂家維克多·科森科。

## 歷史

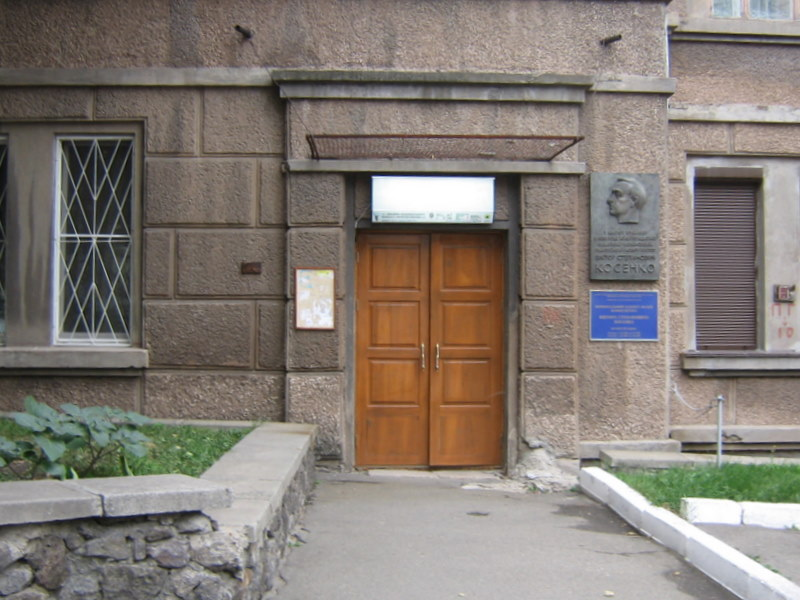
維克多·科森科博物館（攝於2009年）

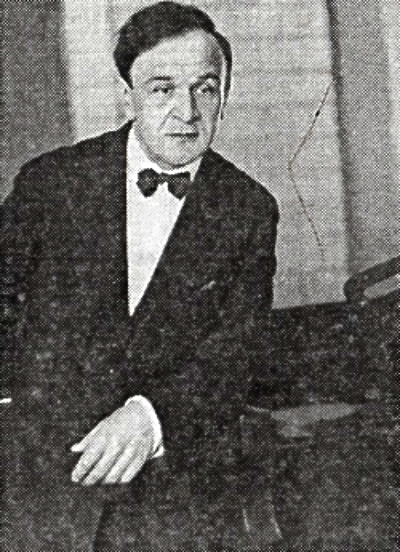
維克多·科森科

維克多·科森科博物館建於科森科逝世的1938年，館址即為他在生命中最後幾個月（1938年5月11日至1938年10月3日）居住的房屋，起初為非正式的紀念空間，1964年正式成為紀念建築，2007年被列為故居博物館，2009年成為烏克蘭戲劇、音樂與電影藝術博物館的一個分館。
博物館的房屋至今仍維持1930年代的建築樣式，為基輔市內的觀光景點，藏有超過5000件藏品，此外也被當地作曲家協會用做表演、講座與聚會場地。